# Синхронний двигун з постійними магнітами

Рисю 1. Схема синхронного двигуна з постійними магнітами.

Синхронний двигун з постійними магнітами (permanent magnet synchronous motor, PMSM) — це синхронний електродвигун, індуктор якого складається з постійних магнітів.

## Загальний опис
Синхронний двигун з постійними магнітами має ККД на 2 % більше, ніж високоефективний (IE3) асинхронний електродвигун, за умови, що статор має однакову конструкцію, а для керування використовується той самий частотний перетворювач. При цьому синхронні електродвигуни з постійними магнітами в порівнянні з іншими електродвигунами мають кращі показники: потужність/об'єм, момент/інерція та ін.
Зазвичай ротор знаходиться всередині статора електродвигуна, також існують конструкції із зовнішнім ротором — електродвигуни оберненого типу.
Ротор складається із постійних магнітів. Як постійні магніти використовуються матеріали з високою коерцитивною силою.

Рис. 2. Синхронний електродвигун з постійними магнітами. Ліворуч — з поверхневою установкою постійних магнітів. Праворуч — із вбудованими (інкорпорованими) магнітами.

Також за конструкцією ротора СДПМ поділяються на:
- синхронний двигун з поверхневою установкою постійних магнітів (англ. SPMSM — surface permanent magnet synchronous motor); (на рисунку ліворуч)
- синхронний двигун із вбудованими (інкорпорованими) магнітами (англ. IPMSM — interior permanent magnet synchronous motor). (на рисунку праворуч)

Принцип дії синхронного електродвигуна заснований на взаємодії магнітного поля статора, що обертається, і постійного магнітного поля ротора. Концепція магнітного поля, що обертається, статора синхронного електродвигуна така ж, як і у трифазного асинхронного електродвигуна.

## Інтернет-ресурси
- Синхронный двигатель с постоянными магнитами